# Farbe

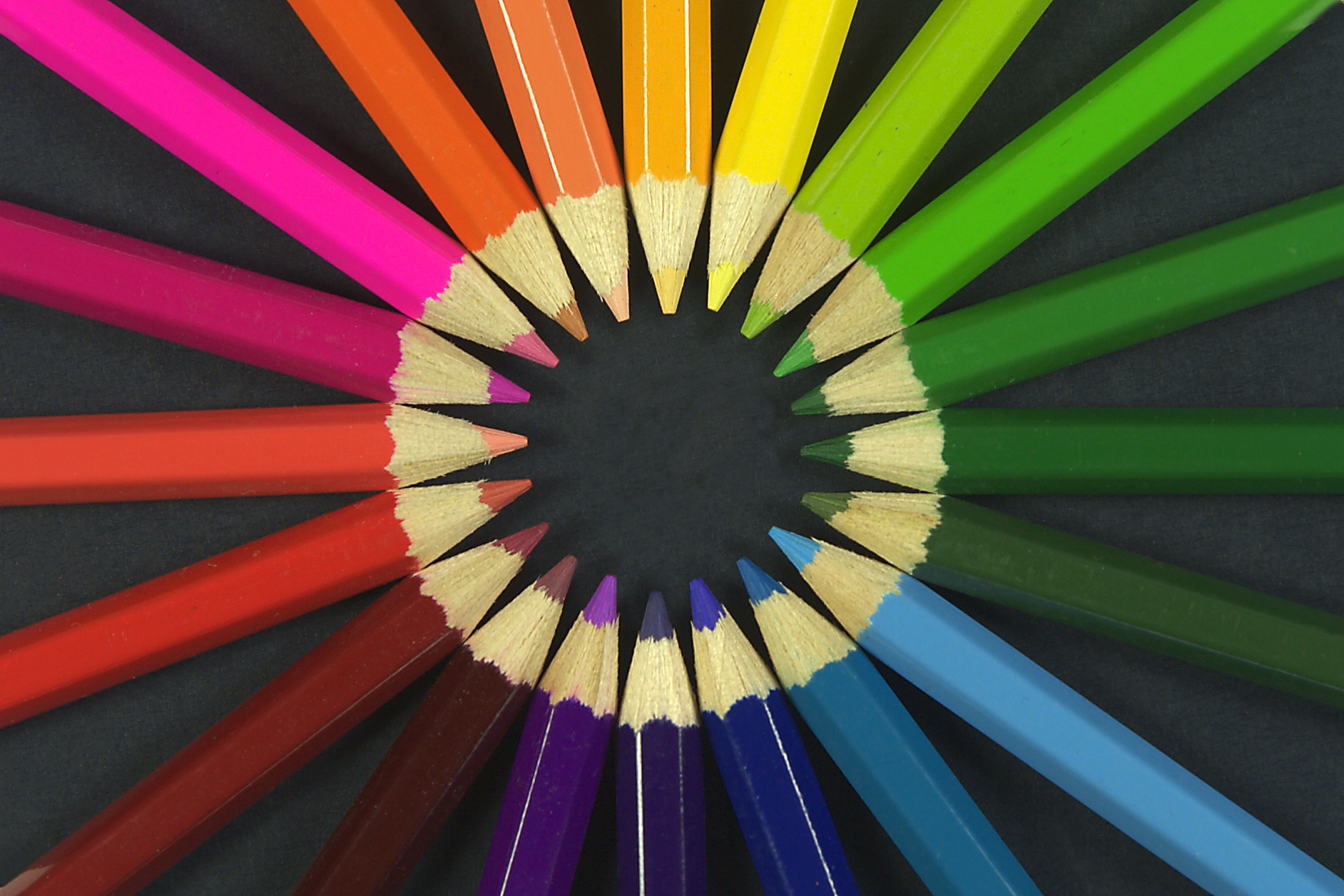
Buntstifte in verschiedenen Farben

Farbe ist ein durch das Auge vermittelter und das Gehirn aufbereiteter Sinneseindruck, der durch Licht hervorgerufen wird, genauer durch die Wahrnehmung elektromagnetischer Strahlung der Wellenlänge zwischen 400 und 780 Nanometern.
Technischen Anwendungen liegt in den meisten Fällen die Farbdefinition der DIN 5033 zugrunde: „Farbe ist der Sinneseindruck, durch den sich zwei aneinandergrenzende, strukturlose Teile des Gesichtsfeldes bei einäugiger Beobachtung mit unbewegtem Auge allein unterscheiden lassen.“ Einfacher formuliert: Farbe ist die einzige Eigenschaft, die es erlaubt, mit dem Auge zwei strukturlose Flächen gleicher Helligkeit zu unterscheiden.
Das bedeutet: Farbwahrnehmung ist ein Gebiet der Psychophysik: Es geht um physikalische Reize (Licht) und Wahrnehmung (Farbe). Die Farbwahrnehmung ist eine subjektive Empfindung, welche nicht nur durch die Art der einfallenden Lichtstrahlung, sondern auch durch die Beschaffenheit der Augen, Empfindlichkeit der Rezeptoren und den Wahrnehmungsapparat bestimmt wird.
Zur Erforschung der Farbwahrnehmung wurden psychophysische Experimente an ca. 20 Personen durchgeführt. Das gemittelte Ergebnis führte 1931 zum CIE-Normvalenzsystem. Dieses System bildet die Grundlage für die meisten Farbmodelle in technischen Anwendungen. Es bildet nur wenige wesentliche Zusammenhänge ab und ist dadurch relativ einfach handhabbar.
Das Thema „Farbe“ wird in vielen Fachgebieten behandelt: Es gibt hierbei z. B. psychologische, kulturelle, biologische, neurologische, medizinische und philosophische Aspekte.
In der Alltagssprache werden farbgebende Substanzen ebenfalls als Farbe bezeichnet. Solche Stoffe, mit denen die Farbe von Gegenständen verändert werden kann, behandeln die Artikel Farbstoffe, Farbmittel, Anstrichmittel und Pigmente.
Das Wort Farbe stammt von mittelhochdeutsch varwe „Farbe, Färbung“. In anderen Sprachen wird stärker zwischen dem Effekt Farbe („farbig“) und dem Farbmittel unterschieden, so im Englischen colour und dye (stuff) (oder pigment), oder in den romanischen Sprachen z. B. spanisch: color und teñir.
Andere optische Wahrnehmungsphänomene, wie Struktur (Licht-Schatten-Wirkungen), Glanz, oder Rauheit sind vom Farbbegriff zu unterscheiden.

## Wahrnehmung
Farbe ergibt sich aus der Wahrnehmung von Licht. Sie entsteht durch den visuellen Reiz von Farbrezeptoren des Menschen und einiger Tierarten. Farbe ist vergleichbar zur Empfindung von Druck oder Rauheit, die durch einen mechanischen Reiz von Rezeptoren in der Haut hervorgerufen wird. Farbe ist also nicht die physikalische Eigenschaft eines betrachteten Objekts oder gesehenen Lichtes, sondern sie ist subjektives Empfinden (Farbempfindung).
|  | (etwa-)Farbton | Wellenlängenbereich {\displaystyle \lambda } in nm |
|  | -------------- | -------------------------------------------------- |
|  | Violett        | 380–420                                            |
|  | Blau           | 420–490                                            |
|  | Grün           | 490–575                                            |
|  | Gelb           | 575–585                                            |
|  | Orange         | 585–650                                            |
|  | Rot            | 650–780                                            |

Die physikalische Ursache für die Farbwahrnehmung ist die Intensitätsverteilung elektromagnetischer Wellen zwischen ca. 400 nm und 780 nm. Das sind die Grenzen des für die meisten Menschen sichtbaren Teils des elektromagnetischen Spektrums. Die Grenzen sind jedoch nicht scharf zu ziehen und sind auch altersabhängig. Unter optimalen Bedingungen können die Grenzen der menschlichen Wahrnehmung 310 nm (UV) bis 1100 nm (NIR) betragen.
Schmalbandiges Licht (monochromatisches Licht) bei einer bestimmten Wellenlänge ergibt als Farbeindruck eine Spektralfarbe. Die Kombination von vielen Wellenlängen mit unterschiedlichen Intensitäten im sichtbaren Licht löst Nervenreize aus, deren Miteinander als Farbe wahrgenommen wird. Beispiel: Die Kombination aus violettem und rotem Licht ergibt Magenta. Magenta ist eine Farbe die nicht durch schmalbandiges Licht erzeugt werden kann, und die daher nicht im Regenbogen enthalten ist.
Die visuelle Wahrnehmung erfolgt durch Rezeptoren, die sich auf der Netzhaut des Auges befinden: Stäbchen für Hell-/Dunkel-Kontrast, die Zapfen (nicht Zäpfchen!) für die Farbwahrnehmung. Die Weiterverarbeitung findet stufenweise statt, ausgehend den Nervenzellen in der Retina (z. B. Kontrastverstärkung) bis zur bewussten Wahrnehmung im Gehirn.
Das optische Phänomen der Farbwahrnehmung ist ein Forschungsgebiet von umfassender Komplexität. Es sind physikalische Aspekte (Spektrum, Lichtreiz), physiologische Aspekte (Rezeptoren, Zentralnervensystem), psychologische Aspekte sowie sprachlich-konventionelle (und kulturelle) Aspekte verflochten.
| Begriff         | Wirkort                                            | Wirkart | Fachgebiet                                                                   |
| --------------- | -------------------------------------------------- | --- | ---------------------------------------------------------------------------- |
| Farbreiz        | Lichtstrahlung                                     | Erzeugung, Transport, Reflexion, Absorption von Photonen                                                                     | Physik (Elektrodynamik, Optik)                                               |
| Farbvalenz      | Auge (Zapfen)                                      | Spektrale Absorptionskurve der S-, M- und L-Zapfen                                                                           | Physiologie, Psychophysik                                                    |
| Farbwahrnehmung | Netzhaut, Zentralnervensystem, Gehirn, Bewusstsein | Erfassen, filtern, verarbeiten, merken, erkennen, bewerten, klassifizieren, wiedererkennen, benennen, assoziieren, reagieren | Physiologie, Psychologie, Neurobiologie, Linguistik, Philosophie des Geistes |

## Farbbezeichnungen

### Von der Wahrnehmung zum Begriff
Die Wahrnehmung einer Sinnesqualität wie des Farbeindrucks entsteht vor einer zugeordneten Benennung. Beispiele für Wahrnehmungen: Gras hat eine charakteristische Farbe, Blut hat eine ganz andere Farbe, eine Zitrone ebenfalls. Klares Glas ist farblos (ohne eigene Farbe). Gras, Blut, Zitrone, Glas können durch die entsprechende Farbigkeit wiedererkannt werden. Für die Wiedererkennung ist es nicht erforderlich zu wissen, dass die Farbe von Gras mit „grün“ bezeichnet wird. Die Farbwahrnehmung wird dabei beeinflusst durch Farbstimmungen, die zeitliche und räumliche Vorwirkung, individuelle Erfahrung und Training der Wahrnehmung.
Worte (Begriffe, Namen, Benennungen) beschreiben die wahrgenommenen Farbeindrücke, wie: Grün, Rot, Gelb, Blau, Tiefblau, Blassblau, Himmelblau, Rotblau.
Farbunterschiede können durch Worte benannt und damit Wahrnehmungen mitgeteilt werden. Neben dem Zeigen von materiellen Proben kann deshalb auch durch Worte von und über Farben gesprochen werden (zweites Signalsystem). Dem liegt die konventionelle Übereinkunft zugrunde, von Generationen geprägt und in der Kindheit erlernt. Bei verschiedenen Menschen kann die individuelle Wahrnehmung (objektiv) gleich benannter Farben durchaus unterschiedlich sein. Diese Individualitäten gehen bis zum teilweisen oder vollständigen Ausfall von Rezeptoren bis zur Farbenfehlsichtigkeit.
Farbbegriffe dienen zum gemeinsamen Verständnis der Umwelt.
Hinzu kommen weitere, nichtverbale Konventionen: Rot ist an der Ampel oben, und Grün ist bei der Ampel unten. Das ermöglicht auch Farbenblinden das Erkennen einer roten bzw. grünen Ampel.
Im Sinne von „Farbe“ im allgemeinen Sprachgebrauch bestehen Gruppenbezeichnungen für Klassen des Sinneseindrucks, die beispielsweise als „Körperfarbe bei Tageslicht“ eine Objekteigenschaft beschreibt.

### Farbbegriffe und Farbwörter
In allen modernen Sprachen gibt es eine große Zahl nuancierender Wörter für einzelne Farben. Im Englischen etwa gibt es mehr als 3000 Farbausdrücke (sowohl als Nomen als auch als Adjektiv vorkommend). Unser Bedürfnis, Farben zu benennen, wird mit der Zeit immer stärker. Bedingt durch die Einflüsse der Umwelt kennen nach einer Studie aus den 2010er Jahren Vierjährige so viele Farbbezeichnungen wie vor hundert Jahren Achtjährige.
Mitunter „fehlen“ in einer Sprache gewisse Farbnamen. Lücken dieser Art können durch Entlehnung aus anderen Sprachen oder durch Umfunktionierung bereits vorhandener Gegenstandsnamen gefüllt werden. Beispiele dafür sind das späte Auftreten von Orange, Rosa, Türkis oder Magenta im Deutschen.

Die Wortbedeutungen unterliegen oft einem von sozialen und kulturellen Faktoren bestimmten Wandel. Wenn verschiedene Sprachen das Farbenspektrum anders aufteilen, wie in asiatischen Sprachen, kann es zu Irritationen bei Übersetzungen führen. Beispiele dafür finden sich beim Diskussionspunkt der blauen und grünen Töne. Es kann in einzelnen Sprachen eigene (objektgebundene) Farbbezeichnungen für bestimmte Einsatzzwecke geben: beispielsweise gilt blond im Deutschen nur für menschliches, dagegen falb nur für tierisches Haar.
Seit 1969 beschäftigten sich vor allem angelsächsische Linguisten mit der Frage, ob Farb-Grundwörter („basic color terms“) in einer sprachuniversalen Implikationshierarchie stehen. Brent Berlin und Paul Kay schlugen vor, dass alle Sprachen der Welt eine minimale Besetzung von zwei Farbkategorien in ihrem Wortschatz (d. h. Farbtermini für Weiß/hell und Schwarz/dunkel) haben. Dazu treten als dritte Kategorie Rot, als vierte Gelb oder Grün und weiter bis maximal elf Farb-Grundwörtern. Die Theorie wurde seit dem kritisiert, modifiziert und ist der Gegenstand weiterer Forschungen.
Zur Dokumentation deutscher Farbbezeichnungen (einschließlich Farbmittelnamen) in allen Sprachperioden bietet das historische Lexikon von William Jervis Jones eine Sammlung von Farbnamen und Ableitungen mit Textbelegen. Das Werk besteht aus Band I: Quellen und Literatur, Althochdeutsch, Mittelhochdeutsch, und den Bänden II bis V für Frühneuhochdeutsch bis Neuhochdeutsch.
Weitere Farbnamen finden sich unter:
- Webfarbe#Benannte Farben
- Liste der Farbstoffe
- Liste von Farbnamen (Kategorie) in Wikipedia
- Liste der Farben im Farbkreis nach Aemilius Müller

### Farbkataloge und Farbkoordinaten
Für die präzise Farbbezeichnung sind Begriffe nicht ausreichend. Es werden Kataloge mit klaren Bezugsgrößen, Nummerierungen oder Koordinaten benötigt.
Farbkataloge mit Farbdarstellungen bieten eine Verbindung zwischen Farbbezeichnungen und flächiger Farbdarstellung. Diese Kataloge sind Mustersammlungen, in denen materielle Proben von definierten Farbtönen enthalten sind. Diese werden je nach Branche als Mappen, Einzelmuster oder Farbfächer ausgegeben.
Eine Liste mit Farbkatalogen findet sich auf der Seite Liste der Farbräume.
Die Farbkoordinaten sind zur Verarbeitung von Farbinformationen mit digitalen Geräten (z. B. Computer, Drucker, Bildschirm, Kamera) unerlässlich. Farbkoordinaten beziehen sich immer auf einen zugehörigen Farbraum, der mit angegeben werden muss. Farbe kann als dreidimensionale Eigenschaft dargestellt werden, d. h. die Farbräume verwenden üblicherweise 3 Koordinaten (3 Zahlenangaben). Bei der Ansteuerung von komplexeren Systemen ist das oft nicht ausreichend: gute Foto-Drucker haben z. B. 8–12 verschiedene Farbpatronen.
Siehe auch: Kapitel Farbenlehre

## Physikalische Aspekte

### Lichtfarbe
Lichtfarbe ist die Farbe einer selbstleuchtenden Lichtquelle. Damit Farbe wahrgenommen werden kann, ist Licht aus einer Lichtquelle nötig. Beispiele sind: Sonne, Leuchten, Bildschirmpixel. Für den Gesamteindruck mehrerer farbiger Beleuchtungsquellen gelten die Gesetze der additiven Farbmischung (Beispiel: Rote Lampe + Grüne Lampe = Gelbes Licht).

### Körperfarben
Körperfarbe ist die Farbe von Körpern, die nicht selbst leuchten. Diese benötigen Lichtstrahlung um sichtbar zu sein. Körperfarben entstehen, wenn einfallendes Licht auf einer Körperoberfläche teilweise absorbiert und anderenteils ins Auge reflektiert wird. Dabei kann auch durch die Struktur der Oberfläche eine physikalisch begründete Färbung (Strukturfarben), etwa die schillernden Flecken auf den Flügeln eines Schmetterlings, entstehen.
Die wahrgenommenen Körperfarben hängen stark von der Beleuchtungsquelle ab, beispielsweise erscheint ein grünes Blatt, wenn es mit rein-rotem Licht beleuchtet wird, schwarz, denn es reflektiert keine roten Anteile. Für Körperfarben und deren Farbmittel gelten bei Reflexion die Gesetze der additiven Farbmischung und bei Transmission durch farbige Schichten die subtraktive Farbmischung. In der Malerei wird der Begriff Gegenstandsfarbe genutzt und im speziellen Falle Lokalfarbe als Gegensatz zum Gesamtton.

## Physiologische Aspekte
- Rezeptoren zur Farbwahrnehmung durch das menschliche Auge sind drei verschiedene Zapfentypen mit unterschiedlichen spektralen Empfindlichkeiten. Je nach Energie der einfallenden Photonen wird durch eine chemische Reaktion ein elektrischer Reiz aktiviert, dieser geht an den Sehnerv. Das Verhältnis der Reizung der drei empfangenden Zapfentypen führt in der Wahrnehmung zu einem entsprechenden Farbton. Je nach Intensität der Reize nehmen wir die Farben als gesättigt oder verblasst war. (Farbsättigung) Dieser Vorgang liegt der Dreifarben-Theorie zugrunde. Grau, Weiß oder Schwarz ergeben sich als Wahrnehmungen, wenn alle drei Zapfen in nahezu gleicher Quantität erregt werden. Von Hering stammt dagegen die Vierfarben-Theorie, die von Gegenfarbpaaren „Grün-Rot“ und „Gelb-Blau“ ausgeht. Sie beschreibt eher die vom Sehnerv geleiteten und im Großhirn wahrgenommenen Zusammenhänge.
- Rezeptoren für das Sehen durch das menschliche Auge bei schwachen Lichtverhältnissen sind die Stäbchen. Sie sind lichtempfindlicher als die Zapfen (Nachtsehen), liefern aber keine Farbinformation. Es entsteht ein „grau“-Eindruck (Nachts sind alle Katzen grau).
- Wenn die Intensität der einfallenden Photonen die Wahrnehmungsschwelle auch der Stäbchen-Zellen unterschreitet, entsteht der Eindruck „Schwarz“ (im Sinne von Finsternis), physiologisch besser als Eigengrau benannt.
- Übermäßige Helligkeit (bei Glanz, oder bei Blick in die Sonne) überreizt beide Sehsysteme durch Blendung. Das „blendende“ Weiß verursacht Schmerz als Warnreaktion des Körpers. Da das Sehpurpur nicht ausreichend schnell rekombiniert, kann bei intensiven Blendungen vorübergehende Blindheit eintreten.

Zapfen und Stäbchen gehen entwicklungshistorisch auf die gleichen lichtreagierenden Ausgangszellen zurück. Die Evolution führte dazu, dass das Wahrnehmungsspektrum von Tierarten vom menschlichen abweicht. Bienen sind im Ultravioletten besser ausgerüstet. Bei Vögeln hat sich die Kontrastwahrnehmung zwischen roten Früchten und grünem Laub als wichtiger erwiesen. Für Fische ist die bessere Wahrnehmung von kurzwelliger Strahlung nötig, da längerwellige Anteile des Sonnenlichtes durch Wasser absorbiert werden. Von „Farbe“ zu sprechen, ist bezüglich des Sehens der Tiere aber nur in dem Sinne möglich, dass Licht in Abhängigkeit von der Wellenlänge unterschiedlich registriert wird. Der Farbeindruck entsteht erst im Bewusstsein.

## Psychologische Aspekte

### Das visuelle System
Die Arbeitsweise des visuellen Systems im Zentralnervensystem und besonders im Gehirn im Zusammenspiel mit dem Gefühlszentrum ist noch nahezu unerforscht.
Beim Sehvorgang verbindet das Großhirn einen Sinneseindruck mit einer dazugehörenden Erinnerung. Die empfundene Farbe eines Objektes ist nicht immer mit der messtechnischen (da physikalischen) vergleichbar. Vielmehr ist das wahrgenommene Bild eines Objektes überdeckt vom Wissen zu diesem Objekt.
In der Psychologie ist der Begriff Gedächtnisfarben eingebürgert, wenn es um Farbwahrnehmung geht. Objekte mit einem typischen Farbton werden also unter Rückgriff auf den im Gedächtnis gespeicherten prototypischen Farbton wahrgenommen. So werden Tomaten in einem intensiveren Rot wahrgenommen als es ihrer tatsächlichen Erscheinung entspricht. Eine Wiese erscheint selbst in der Dämmerung noch grün. Der blaue Himmel ist solch eine Ausbildung, für die Römer war der Himmel „licht“, im Sinne von hell.
In der Farbmetrik kann diese Individualisierung zu Schwierigkeiten führen, da zwei physikalisch gleiche Farben von verschiedenen Personen nicht zwangsläufig gleich beurteilt werden.
Die Wahrnehmung von Farben wirkt psychologisch auf zweierlei Art.
- Farbe ruft Assoziationen hervor, also Vorstellungen, meistens Erinnerungen, an Dinge wie Rot=Feuer, Grün=Gras, Gelb=Zitrone.
- Farbe ruft Gefühle (Farbgefühl, Gefühlston, Anmutungsqualität, Gefühlscharakter) hervor. Diese kommen zum Ausdruck, wenn Substantive in Eigenschaftswörter verwandelt oder von vornherein Eigenschaftswörter verwendet werden, die am ehesten Gefühle auszudrücken vermögen, Rot = gefährlich, Grün = giftig, Gelb = frisch. Farbe kann dabei auf der Gefühlsebene vergangene Erfahrungen aktivieren.

Assoziationen und Gefühle infolge von Farbwahrnehmung gehen in die Traditionen der Kultur im jeweiligen Volksbereich ein.
Nach der „Empiristischen Theorie der Gefühlswirkung von Farben“ werden Farbgefühle individuell und implizit (unbewusst, nicht erinnerbar) gelernt: Das sind vor allem Gefühle, die der Mensch auf Grund ererbter Triebstruktur und Daseinsthematik ursprünglich gegenüber bestimmten überall vorkommenden „Universalobjekten“ oder „Universalsituationen“ entwickelt.
- Universalobjekte: blauer Himmel, klares Wasser, grüne Vegetation, rotes Feuer, rotes Blut („als Lebenssaft“), gelbe Sonne, brauner Erdboden, braune bis graue Fäkalien, grauer Felsen, schwarze Brandreste.
- Universalsituationen sind solche, in denen sich der Mensch täglich befindet: dunkle (schwarze) Nacht, heller (weißer) Tag.

Weil die Erfahrung und die Erziehung diesen gefühlsbesetzten Dingen eine (von der Kultur) bestimmte Farbe beigibt, entwickelt der Mensch Gefühle schon dann, wenn er die Farbe allein wahrnimmt. Die Reaktion auf die Farbe ist sodann bereits eingeprägt: Rot alarmiert, auch wenn das vermeintlich dazugehörende Feuer fehlt und nur die Wand des Raumes grell rot gestrichen ist. Das entspricht dem Erlernen bedingter Reflexe bei Pawlows Hunden durch klassische Konditionierung.

### Psychische Wirkung von Farben und Farbnamen
Reizt Licht eines bestimmten Lichtspektrums das Auge, hat das außer der einfachen Sinnesempfindung (wie „kirschrot“, „himmelblau“) komplexere und farbspezifische psychische Wirkungen im Zentralnervensystem.
Bei Menschen derselben Kultur gibt es durch Tradition und Erziehung viele Gemeinsamkeiten, aber auch individuelle Unterschiede in der Wirkung. Farbempfindung wirkt genauso wie andere Eindrücke auf die Psyche ein. Unübliche Färbung kann Details hervorheben oder verbergen und dadurch irritieren.
Eine Wirkung der Farbwahrnehmung auf die Psyche wird in vielen Kulturen angenommen, was sich in Sprichwörtern und Redewendungen niederschlägt. Sie wird – intuitiv oder bewusst – für Effekte bei der künstlerischen Gestaltung sowie in der Mode- und Werbebranche genutzt. Dabei helfen psychologische Farbtests eine angestrebte Wirkung zu erreichen.
Die Werbung nutzt die emotionale Wirkung von Farbnamen für kommerzielle Produkte, da hier Verknüpfungen zu „ansprechenden“, allgemein bekannten Gegenständen oder Situationen nutzbar sind: z. B. die Bezeichnung Sahara als Oberflächenfarbe von Autos steht symbolisch für Sehnsucht oder Weite, und Ferrari-Rot soll Gedanken an Leistung und Geschwindigkeit wecken.
Zweifellos ist durch Kultur, Psyche und Erziehung eine Symbolik der Farben vorhanden, was sich mitunter in Sprichwörter und Bewertungen ausdrückt. In diesem Sinne stehen Farbnamen auch für Gefühle und umgekehrt.

#### Kalt oder warm
Durch die Erfahrung können sich bestimmte Beziehungen zu den Farben ergeben, wie dies für das Temperaturempfinden gilt:
- Warme Farben: Die warme Jahreszeit wird von den gelben und roten Tönen bestimmt, offenes Feuer hat durch glühende Kohlenstoffteilchen diese Farben. Aus der Erfahrung und der Überlieferung gelten die Farbtöne vom Gelbgrün bis ins violette Rot hinein als „warm“.
- Kalte Farben: Das kalte, blaue Wasser, die türkisen Eisschatten im Winter und an Eisbergen, das „giftige“ Blaugrün wirken abweisend und kühl. Farbtöne, die im Farbkreis den warmen Farben gegenüberliegen, werden als „kalt“ empfunden und demgemäß kalte Farben genannt.

Darauf beruht zum Beispiel Goethes Farbenlehre. Diese Beziehung darf nicht mit der physikalisch definierten Farbtemperatur von Lichtquellen verwechselt werden. Zudem unterliegt sie individuellen und kulturellen Unterschieden der Farbwahrnehmung. So gilt Blau meist als kalte Farbe, wurde im Mittelalter aber als warm eingestuft und beispielsweise mit der Gottesmutter Maria assoziiert.

### Psychologische Farbtests
Von psychologischen Farbtests wie dem Lüscher-Farbtest wird behauptet, von der Bevorzugung bestimmter Farben und Farbkombinationen auf die Persönlichkeit der Testperson schließen zu können. Allgemeiner sollen Farbtests Auskunft geben, wie eine Persönlichkeit auf welche Farben reagiert. In zahlreichen Studien konnten diese Behauptungen nie gestützt werden.

### Farbtypenlehre
Die Farbtypenlehre schließt von Hautton, Augen- und Haarfarbe auf eine harmonische Farbauswahl für Kleidung, Make-up und Innenarchitektur.

## Philosophische Aspekte
Das Phänomen der „Farbe“ wirft philosophische Fragestellungen auf. Was ist eigentlich „rot“? Die Antwort scheint klar – bis man darüber länger nachdenkt. Ist „rot“ wirklich ein objektiver Teil der Realität, so wie Form, Gewicht, Größe? Ist Farbe mit wissenschaftlichen Methoden objektiv messbar? Oder ist Farbe mehr ein Gefühl – wie Schmerz, Geschmack, Wärme – und daher subjektiv? Dann wäre der Apfel also nur dann „rot“, wenn ihn jemand betrachtet.
Die Philosophie unterscheidet an dieser Stelle zwischen Subjektivismus und Realismus.
Realismus behauptet: Objekte sind farbig. Die Farbigkeit ist Teil der Natur von Objekten und nicht nur Einbildung von Personen. Der erste Eindruck sagt uns, dass der Apfel tatsächlich „rot“ ist. Farbe gehört zur Realität, in der wir leben.
Subjektivismus entgegnet: Farbe ist eine subjektive Empfindung. Farbe gehört nicht zum Objekt, sondern zur Person, die Farbe empfindet. Farbe ist trotzdem eine real existierende Empfindung innerhalb eines Beobachters und Menschen können sich darüber austauschen.
Gegensätzliche Positionen werden in der Philosophie oft durch „Synthese“, also durch neue Thesen aufgelöst.
Eine Möglichkeit der Argumentation besteht darin, den Widerspruch zwischen den beiden Positionen zu leugnen. Es besteht kein Widerspruch, da Realismus und Subjektivismus auf verschiedenen Ebenen argumentieren. Keine der beiden Ebenen ist die einzig richtige Ebene, sondern es gibt beide Ebenen.
Eine andere Möglichkeit ist folgende Behauptung: Es gibt Eigenschaften der Objekte (eine Ursache), durch die sie uns farbig erscheinen. In der Philosophiegeschichte wurden folgende Arten der Eigenschaften unterschieden: Eigenschaften wie Form, Gewicht, Größe wurden primäre Eigenschaften genannt, während Schmerz, Geschmack, Wärme sekundäre Eigenschaften genannt wurden. Primäre Eigenschaften könnten physikalisch gemessen werden. Sekundäre Eigenschaften seien Empfindungen.
Dazu passen folgende Zitate von John Locke (1632–1704):
„Such qualities, which in truth are nothing in the objects themselves, but powers to produce various sensations in us by their primary qualities, that is, by the bulk, figure, texture, and motion of their insensible parts, as colours, sounds, tastes, and so forth. These I call secondary qualities.“ (Locke, An Essay Concerning Human Understanding. Bk.II, Chpt. VIII, §10.)
„Nihil est in intellectu quod non (prius) fuerit in sensibus“ („Nichts ist im Verstand, was nicht vorher in den Sinnen gewesen wäre“)
Eine Denkrichtung des reduktionistischen Realismus ist: Die Wahrnehmung der Farben sei nur in physikalischen Eigenschaften bzw. in primären Eigenschaften der Objekte begründet. (Beispielsweise in Eigenschaften die zu einer selektiven Lichtreflektion führen, die von der Wellenlänge des Lichtes abhängt.) Diese Sichtweise wird von einigen Autoren Physikalismus genannt.
Es gibt viele weitere philosophische Sichtweisen. Manche legen den Fokus mehr auf den Zusammenhang zwischen Wahrnehmung, Erkenntnis und Bewusstsein. Diese findet man beispielsweise in der Erkenntnistheorie oder der Philosophie des Geistes. Ein Thema der Philosophie des Geistes ist die Frage, was das (bewusste) Wahrnehmen beispielsweise einer Farbe denn eigentlich sei. Dieses subjektive Erleben wird von manchen Autoren auch mit Qualia bezeichnet. Bei der Diskussion von Qualia wird Farbe gerne als Beispiel verwendet.

## Farbenlehre

### Farbordnung

#### Farbsystem, Farbmodell, Farbraum
Seit Jahrhunderten versucht der Mensch Ordnung in die Welt der Farben zu bringen: Dazu wurden verschiedene Farbordnungssysteme aufgestellt und weiterentwickelt. Zu diesen Farbsystemen gehören Farbkreise, Farbkataloge und auch Farbmodelle. Farbsystem ist der Überbegriff.
Farbmodelle führen zu konkreten Farbräumen, in denen Farben über ein numerisches Koordinatensystem definiert sind. Dabei werden oft 3 Koordinaten verwendet. Ein typisches Beispiel ist das RGB-Farbmodell, mit dem verschiedene Farbräume definiert wurden, wie sRGB.
Für Farbmodelle und Farbräume haben sich verschiedene geometrische Darstellungsformen eingebürgert: Sie werden Farbkörper genannt. Die Form des Körpers hebt bestimmte Aspekte des Farbsystems hervor. Die Palette reicht von linearen Anordnungen wie der Reihung des Aristoteles, der sieben Farben unterschied, über flächenhafte Darstellungen wie Kreis, Dreieck, Sechseck, bis zu räumlichen Gebilden, wie Würfel, Kugel, Rhomboeder oder Doppelkegel.
Die Aufgaben der Ordnungen sind vielfältig:
- Ästhetisch orientierte Systeme werden verwendet, um daraus Farbschemata abzuleiten, also Farbzusammenstellungen, die gewisse Wirkungen erzeugen. Dazu gehört beispielsweise das Thema der Komplementärfarben.
- Wissenschaftlich orientierte Systeme dienen dem Verständnis der Zusammenhänge zwischen den Farben oder als Basis für die technisch orientierten Systeme.
- Technisch orientierte Systeme werden verwendet, um Farben im Druck oder in elektronischen Medien zu erzeugen und anzuwenden. Dazu gehört auch Farbmessung, Messung von Farbabständen.
- Sammlungen wie Farbpaletten, Farbkataloge dienen der Kommunikation und auch praktischen Zwecken

### Farbraum
Farbräume sind in der technischen Anwendung von besonderer Bedeutung:
In Farbräumen werden Farben quantitativ (mit Hilfe von Zahlen) beschrieben. In manchen Farbräumen sind die Zahlenwerte interpretierbar als Mischungsanteil von Grundfarben oder Primärfarben. In vielen Fällen liegt aber keine direkte Korrespondenz mit Empfindungen vor. Beispielsweise lässt sich die Angabe (L=75, a=5, b=33) im L*a*b*-Farbraum nicht intuitiv einer Farbe zuordnen.
Die quantitative Beschreibung führt zur Möglichkeit der Farbmessung, Farbabstandsmessung, reproduzierbaren Verarbeitung von Farben und Farbinformationen.
Als Beispiel dient folgender Prozess: Ein Farbbild wird durch eine Kamera oder Scanner erfasst. Die Bilddatei wird in einen Computer geladen, durch verschiedene Software in mehreren Schritten verarbeitet, über das Internet verbreitet, mit einem Bildschirm betrachtet und auf einem Drucker ausgegeben. Die Abfolge der Prozessschritte wird auch Farb-Workflow genannt.
| Farbraum         | Anwendung                                                                                              | Erklärung |
| ---------------- | --- | --- |
| sRGB             | Ausgabe von Bildern am Bildschirm und im Internet. Verwendung in Bilddateien (JPEG, PNG) und für HDTV. | Gerätefarbraum. Lichtfarben. Relativ kleiner Farbraum, der auf vielen Geräten darstellbar ist. Kameras und Monitore. (Default Farbraum von RGB) |
| YPbPr-Farbmodell | JPEG Bildkompression.                                                                                  | Zwischenformat bei der JPEG Bildkompression. |
| AdobeRGB         | Bildverarbeitungsprogramme.                                                                            | Arbeitsfarbraum. Großer Farbraum. |
| CMYK             | 4-Farb-Druck.                                                                                          | Gerätefarbraum. Druckerfarbraum. |
| L*a*b* (CIELAB)  | Farbmanagement.                                                                                        | Austauschfarbraum. Vergleichsbasis für alle anderen beteiligten Farbräume. (PCS, Profile Connection Space)                                      |

Jedes beteiligte Gerät hat andere technische Möglichkeiten mit Farbinformationen umzugehen. Die Farbräume der Geräte sind technisch bedingt begrenzt. Manche Geräte können die definierten Farbräume nicht vollständig ausnützen, manche überschreiten sie. Der Farbumfang (Gamut) ist unterschiedlich. Die Farbräume von Druckern hängen unter anderem auch von der verwendeten Papiersorte ab. Daher ist für die meisten Geräte ein gerätespezifisches ICC-Farbprofil vorhanden, das im Farbmanagement verwendet wird, um Bildinformationen in einen anderen Farbraum umzurechnen. Bei hohen Anforderungen an die Farbtreue ist eine regelmäßige Kalibrierung und Anpassung der ICC-Profile der Geräte erforderlich. Allerdings wird in der Regel ein gewisser Unterschied bleiben: Oft verändert z. B. der Betrachtungswinkel den wahrgenommenen Farbeindruck.
Das ICC-Profil gibt die Abweichung des Gerätefarbraums zu einem standardisierten größeren Farbraum an, dem Austauschfarbraum. Der Austauschfarbraum ist gegeben durch das CIE-Lab-Modell, das auf Untersuchungen der menschlichen Farbwahrnehmung basiert, so dass darin alle vom Menschen wahrnehmbaren Farben enthalten sind.
Je nach Verwendungszweck sind verschiedene Farbräume erforderlich. Es existieren dafür nationale und internationale Standards und Quasi-Standards, beispielsweise die „Webfarben“ für die Bildschirmdarstellung von Farben in einem Internetbrowser. Die Webfarben sind ein Teil der vom World Wide Web Consortium herausgegebenen CSS-3-Spezifikation.

#### Farbvergleich
Farbmodelle bzw. Farbräume (wie CIELAB, sRGB) erlauben es Farben rechnerisch miteinander zu vergleichen. Hierbei ist zu beachten, dass der Farbumfang (Gamut) des Modells ausreichend groß ist, ansonsten müssen Out-Of-Gamut-Farbtöne darauf projiziert werden. Aufgrund der wahrnehmungsgerechten Definition von CIELAB sind auch die hiermit berechneten Farbabstände (Delta E) aussagekräftiger als bei RGB-Berechnungen.
Um Körperfarben unabhängiger vom Umgebungslicht bewerten zu können, werden in verschiedenen Industriebranchen genormte Graumaßstäbe als Vergleichsobjekte eingesetzt. An den Graumaßstäben lässt sich der Einfluss der Beleuchtung auf den Farbeindruck ermitteln.

### Mischen von Farben
Soll eine große Anzahl verschiedener Farben erzeugt werden, so wird die gewünschte Farbe meist aus einer geringen Anzahl Grundfarben gemischt. Oft genügen dazu drei Grundfarben, die jedoch im realen Praxisfall (als Farbstoff oder auch Licht) meist nicht zur Verfügung stehen.

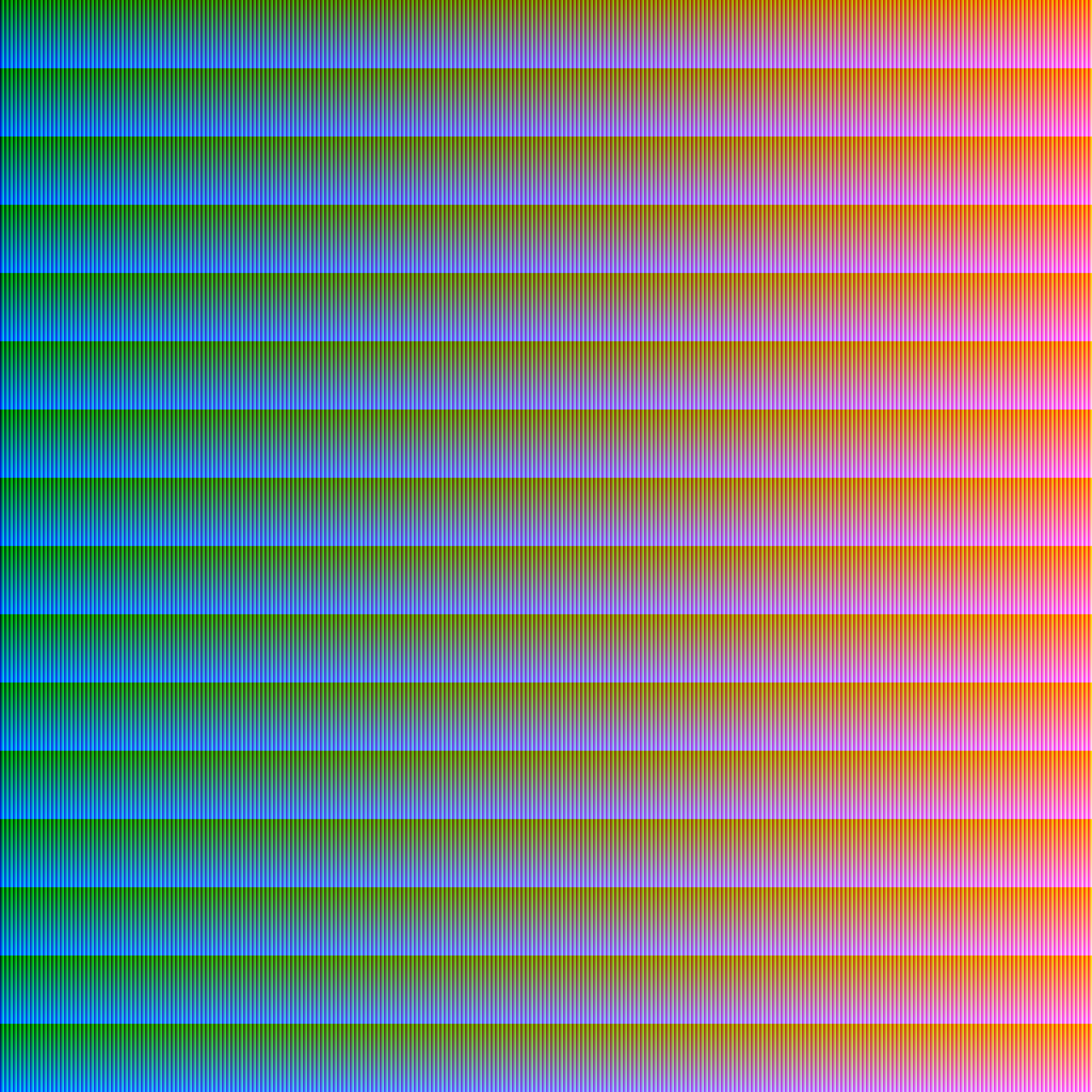
Mischung von 8-bit-basierten Farben (mit Java generiert)

- Additive Farbmischung: Ausgehend von Schwarz (alle Grundfarben fehlen, also jeweils 0 %), wird die Ergebnisfarbe heller, je mehr Grundfarbe hinzugegeben wird. Bei geeigneten Grundfarben kann hierdurch hell-weiß erreicht werden; auf diese Weise arbeiten zum Beispiel Computer-Monitore. Typischerweise werden Rot, Grün und Blau in unterschiedlichen Anteilen gemischt (RGB).
- Subtraktive Farbmischung: Ausgehend von einem definierten Frequenzspektrum (z. B. gleichmäßiges Weiß), wird die Ergebnisfarbe dunkler, je mehr Frequenzanteile herausgefiltert werden, z. B. durch Pigmente oder Farbfilter, welche die Frequenzanteile schlucken und jeweils in ihrer Wirksamkeit wie eine Grundfarbe betrachtet werden. Werden alle Frequenzanteile im sichtbaren Spektrum herausgefiltert, ist die resultierende Farbe (im Idealfall) Schwarz. Auf dieser Basis arbeiten zum Beispiel Drucker. Typisch sind hier die Grundfarben Cyan, Magenta und Yellow (dt. Gelb), kurz als CMY bezeichnet. Meist kommt noch Schwarz hinzu (CMYK). Das K steht für Key plate (dt. Schlüsselplatte, die schwarz druckende Druckplatte) und wird hinzugefügt, um die Kontraste zu erhöhen und ein tieferes Schwarz drucken zu können.
- Die Integrierte Mischung wurde von Küppers in seiner Farblehre vorgeschlagen, um realitätsnäher den Streufaktor von Körperfarben zu beachten, der bei der üblichen Form der subtraktiven Farbmischung unbeachtet bleibt.[18] Neben der Absorption der Farbschichten ist die Streuung in realen Oberflächen farbbeeinflussend, eine theoretische Betrachtung und einen rechnerischen Ansatz liefert die Kubelka-Munk-Funktion. In Küppers integrierter Farbmischung ist sowohl die additive als auch die subtraktive Farbmischung enthalten.

Additive Farbmischung mit roten, grünen, blauen Lichtern
Subtraktive Farbmischung mit magenta, cyan, gelben Farbmitteln
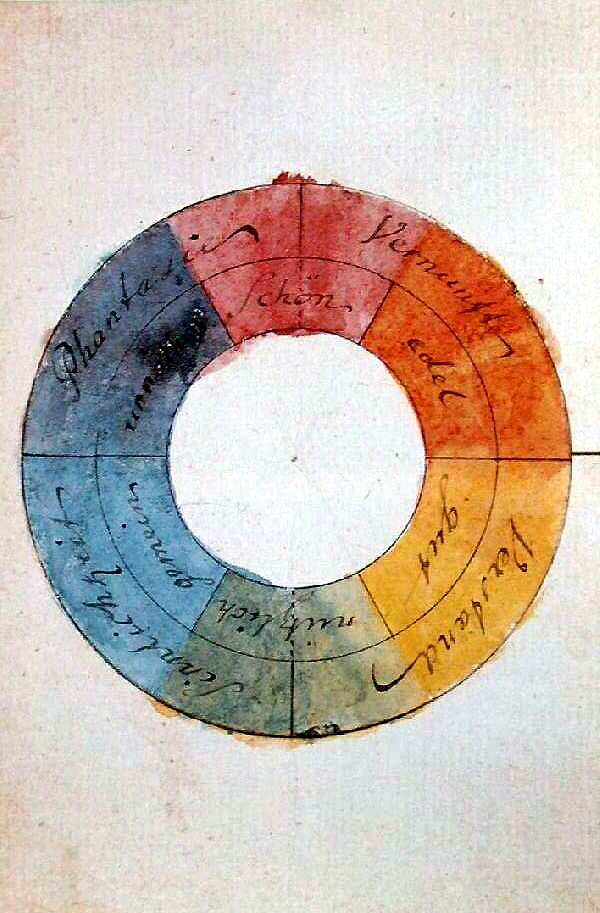
Farbenkreis von Goethe, Original: Freies Deutsches Hochstift – Frankfurter Goethe-Museum
Das Rhomboeder (als Farbkörper) der Farbenlehre nach Küppers
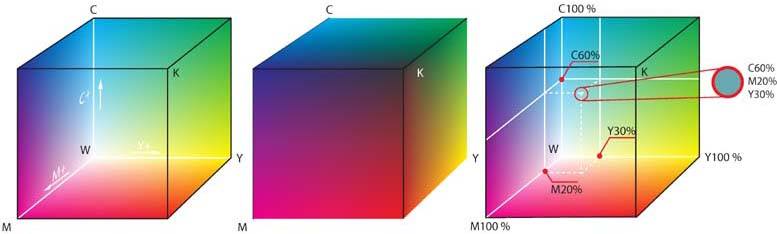
Der Farbwürfel des RGB-Farbraumes und des CMY-Raumes

### Spektral- und Mischfarben

Rechteckspektrum (Mittel-Optimalfarbe nach Ostwald) hier mit 40 nm Breite (550 bis 590 nm)

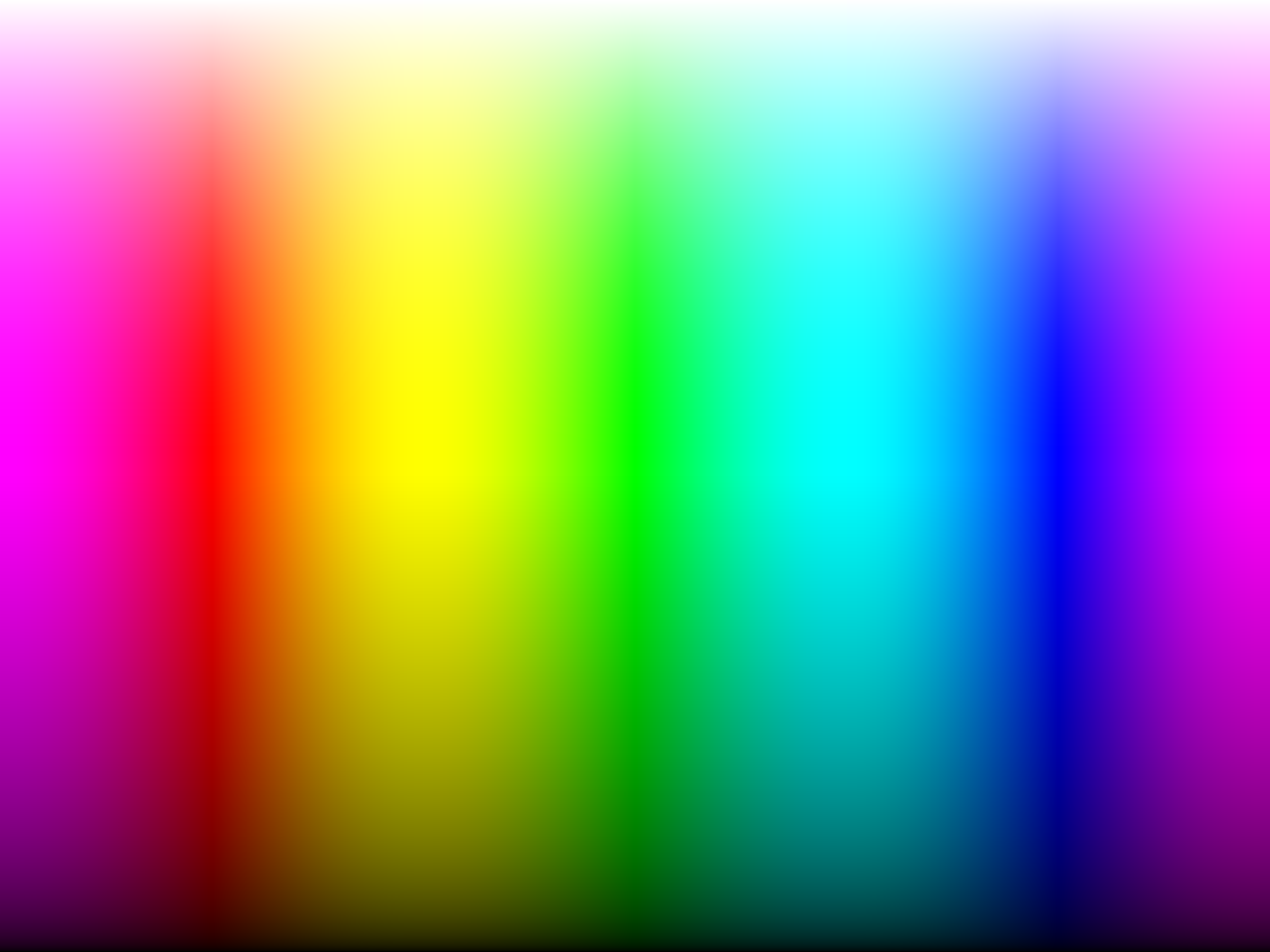
Beispielbild mit einer großen Anzahl von Mischungen von Primärfarben und verschiedenen Intensitäten

Spektralfarbe
ist jener Eindruck der durch den Reiz eines Ausschnitts des sichtbaren Spektrums entsteht. Eine geeignete Methode hierfür ist die Zerlegung weißen Lichts durch ein Prisma oder ein Streugitter. Die Intensität und der Eindruck der Spektralfarbe ist von der Breite des Wellenlängenintervalls abhängig, also auch die Reinheit der Spektralfarbe. Andererseits repräsentieren die einzelnen Wellenlängen des Spektrums im sichtbaren Licht nur einen kleinen Teil möglicher Farben. Zu bemerken ist: Im Regenbogen sind zwar die Spektralfarben, aber nicht deren Mischungen zu sehen. Besonders Farben der „Purpurlinie“ zwischen Violett und Rot können nicht als Spektralfarbe auftreten.
Optimalfarben
sind nach Wilhelm Ostwald idealisierte Spektralfarben von endlicher Breite des Intervalls der Wellenlänge, bei denen nur die Intensität 0 % und 100 % existiert. Eine Optimalfarbe ist eine Körperfarbe, deren Remissionskurve β(λ) eine rechtwinklige Kurve, es sind nur die Remissionsgrade β(λ)=0 und β(λ)=1 erlaubt und maximal zwei Sprungstellen im sichtbaren Bereich. Es gibt nur vier Optimalfarbtypen:
- Kurzendfarben (kurzwellige Seite ist 1): Blau
- Langendfarben (langwellige Seite ist 1): Rot
- Mittelfarbe (am lang- und kurzwelligen Ende keine Remission): Grün
- Mittelfehlfarbe (Remission an beiden Enden 1, aber keine Remission in der Mitte): Veil, die Purpurfarben.

Der (beigefügte) erläuternde Farbname dient nur der Erläuterung und ist je nach der Breite des Bereichs der vollen Remission zu verstehen. Eine Langendfarbe, die bis nahezu zum kurzwelligen Ende des sichtbaren Spektrums reicht, ist ein strahlendes Weiß mit blauem Stich, Entsprechendes gilt für die anderen Typen. Andererseits ist ein nur schmaler Streifen einer Mittelfarbe Schwarz, bestenfalls Schwarz mit Farbstich.
Darstellung von Spektralfarben
Eine Darstellung von Spektralfarben am Monitor ist auf Grund der unterschiedlichen Erzeugung der Strahlung und der damit verbundenen, ungleichen spektralen Verteilung nur annähernd möglich. Hierzu sei auf den Hinweis am Ende verwiesen. Eine ungefähre Zuordnung von Spektralfarben zu sRGB-Werten findet sich unter Weblinks.
Mischfarben
sind alle Farbtöne, die durch Farbmischung entstehen, gleichgültig ob dies durch Mischung von Strahlen (Bildschirm) oder beleuchtete reflektierende Flächen (Druckerzeugnisse) erfolgt. Bestimmte Mischfarben können dem menschlichen Auge durch Metamerie als identisch erscheinen, obwohl die Intensität des reizenden Lichtes an unterschiedlichen Stellen der Wellenlängenskala ungleich ist. Metamerie ist ihrerseits von der Beleuchtungsquelle abhängig, dieser Effekt liegt darin begründet, dass das (quasikontinuierliche) Spektrum der das Auge treffenden Strahlung (Farbreiz) auf nur drei wahrnehmende Zapfentypen abgebildet wird.